# 维奥丽卡·尼古拉
维奥丽卡·尼古拉（羅馬尼亞語：Viorica Neculai，1967年7月3日—），罗马尼亚女子赛艇运动员。她曾代表罗马尼亚参加1988年夏季奥林匹克运动会赛艇比赛，获得女子八人单桨有舵手银牌。